# Wierchniaja Maksakowka
Wierchniaja Maksakowka – osiedle typu miejskiego w Rosji, w Republice Komi. W 2010 roku liczyło 4198 mieszkańców.